# Clint Mathis
Clint Mathis (Conyers, Georgia; 25 de noviembre de 1976) es un exfutbolista y entrenador estadounidense que jugaba de mediapunta y su último club fue Los Angeles Galaxy de la Major League Soccer.
Clint era la estrella del videojuego infantil Backyard Soccer 2004.

## Trayectoria

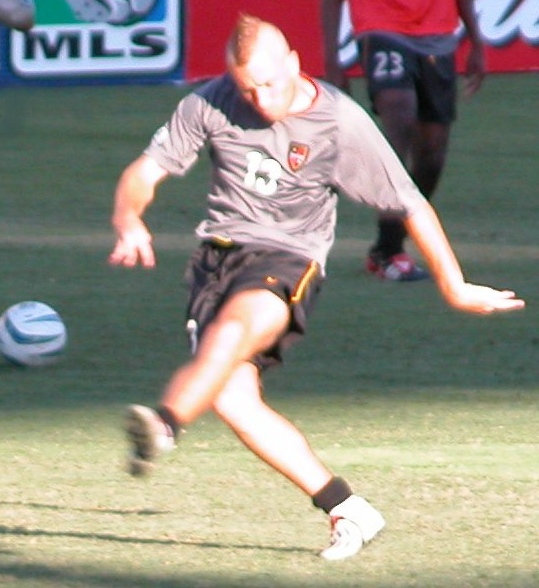
Clint Mathis

| Período   | Club                         | Partidos (goles) |
| --------- | ---------------------------- | ---------------- |
| 1994-1997 | University of South Carolina | 58 (53)          |

| Período   | Club               | Partidos (goles) |
| --------- | ------------------ | ---------------- |
| 1998-2000 | Los Angeles Galaxy | 65 (15)          |
| 2000-2003 | MetroStars         | 67 (33)          |
| 2004-2005 | Hannover 96        | 17 (5)           |
| 2005      | Real Salt Lake     | 27 (3)           |
| 2006      | Colorado Rapids    | 25 (2)           |
| 2007      | Red Bull New York  | 26 (6)           |
| 2008      | Ergotelis          | 26 (6)           |
| 2008-2009 | Real Salt Lake     | 39 (2)           |
| 2010      | Los Angeles Galaxy | 9 (0)            |

| Período     | Selección      | Partidos (goles) |
| ----------- | -------------- | ---------------- |
| 1998 - 2005 | Estados Unidos | 46 (12)          |

- Datos: Q1101626
- Multimedia: Clint Mathis / Q1101626